# Iodopleura isabellae
El cotinguita cejiblanco (Iodopleura isabellae), también denominado cotinga diminuta (en Colombia), yodopleura cejiblanca (en Ecuador), iodopleura de ceja blanca (en Perú) o cotinguita frente blanca (en Venezuela), es una especie de ave paseriforme de la familia Tityridae, perteneciente al género Iodopleura. Es nativo de la región amazónica en América del Sur.

## Distribución y hábitat
Se distribuye en la cuenca del Amazonas occidental y en la cuenca del alto río Orinoco en el sur de Venezuela, sureste de Colombia, este de Ecuador, este del Perú, extremo norte de Bolivia y norte de Brasil.
Esta especie es considerada poco común en sus hábitats naturales: el dosel y los bordes de selvas húmedas y de bosques secundarios, principalmente abajo de los 700 m de altitud.

## Descripción
Mide entre 11 y 12 cm de longitud y pesa entre 19,8 y 20,2 g. Por arriba es negro pardusco con distinguidas marcas faciales blancas, también una banda en la rabadilla es blanca. La garganta y las partes inferiores medias son blancas con los lados y flancos moteados y barrados de pardo. El macho exhibe tufos púrpura en los flancos, que son blancos en la hembra y que están usualmente escondidos bajo las alas y son abiertos en exhibición.

## Comportamiento

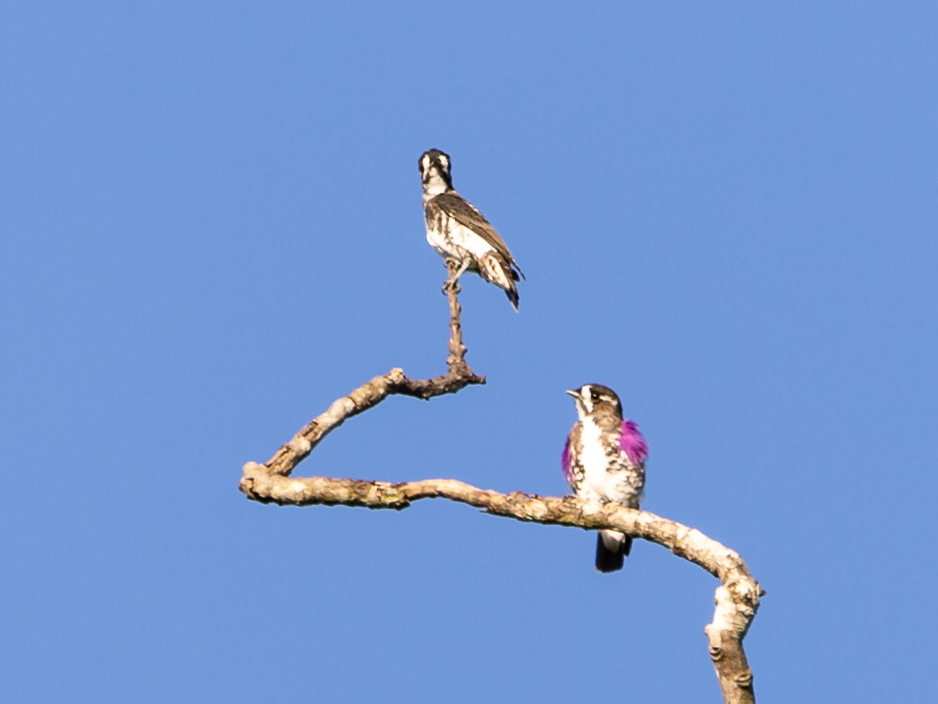
Pareja de cotinguita cejiblanco en el Parque nacional de la Amazonia, Itaituba, Pará, Brasil.

Generalmente posa bien alto del suelo, donde es fácilmente visualizado, a pesar de que a menudo usa ramos secos como percha. Frecuentemente en pareja, no se asocia con otras aves.

### Alimentación
Ejecutan largos vuelos en busca de insectos aéreos y también comen algunas frutas (por ejemplo, muérdago.

### Reproducción
Construye un diminuto nido en forma de taza, sobre ramas secas en las copas, y lo fija con telas de araña en un proceso semejante al de lo picaflores.

### Vocalización
Usualmente es callado, pero sabe dar un llamado suave y llorado «whiii» ocasionalmente doblado o triplicado.

## Sistemática

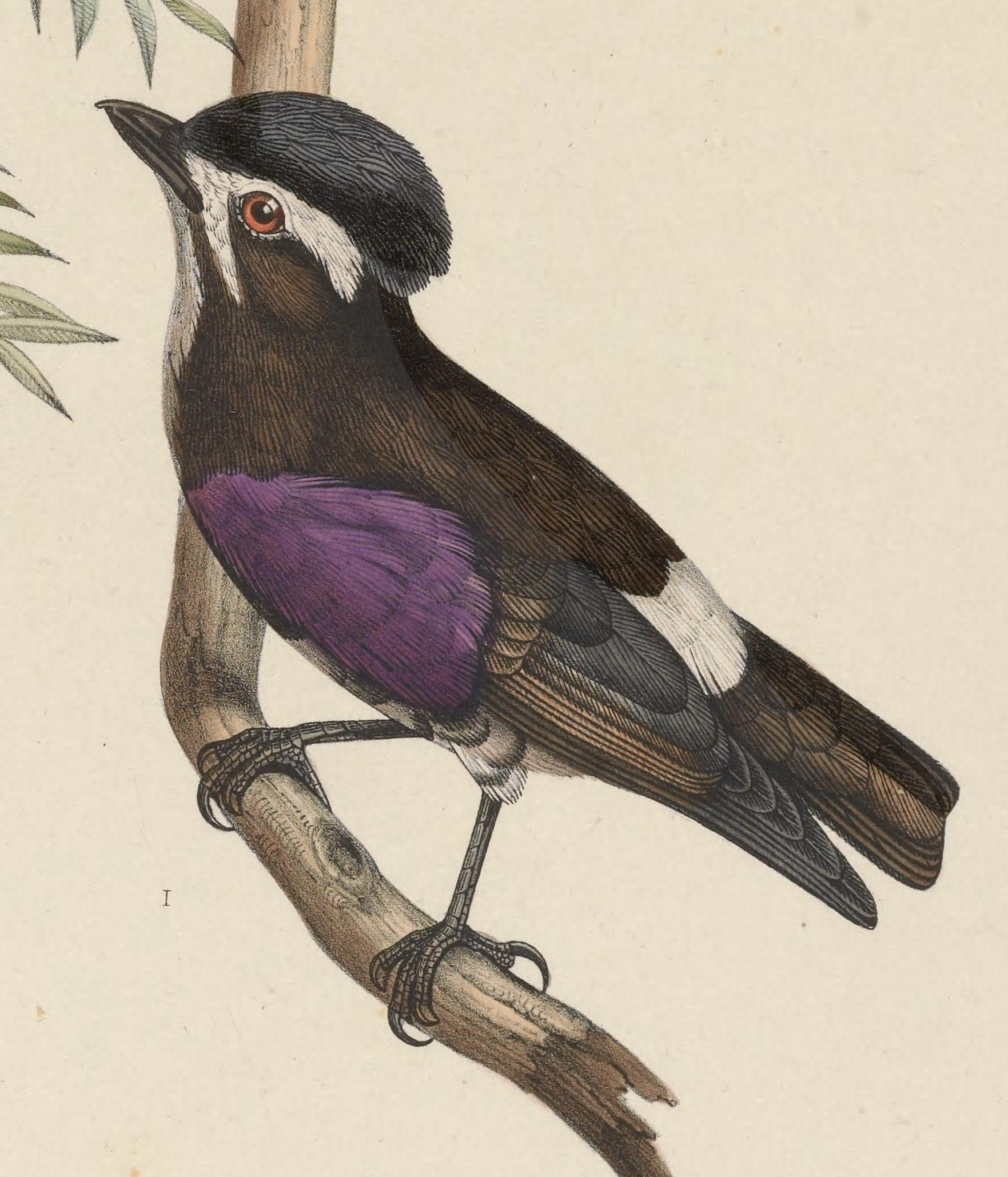
Iodopleura isabellae, ilustración de Des Murs para Iconographie ornithologique, 1849.

### Descripción original
La especie I. isabellae fue descrita por primera vez por el ornitólogo francés Émile Parzudaki en 1847 bajo el mismo nombre científico; la localidad tipo es «San Carlos, Río Negro, sur de Venezuela».

### Etimología
El nombre genérico femenino «Iodopleura» se componde de las palabras del griego «ioeidēs» que significa ‘de color púrpura’, y «pleura» que significa ‘flancos’; y el nombre de la especie «isabellae», conmemora a Isabel Thirion née Dalla Costa Soublette, esposa venezolana del naturalista francés Eugène Thirion.

### Taxonomía
Tradicionalmente se ha ubicado al género en la familia Cotingidae, pero existen importantes elementos que indican que está mejor ubicado en la familia Tityridae. La Propuesta N° 313 al Comité de Clasificación de Sudamérica (SACC), siguiendo los estudios de filogenia molecular de Ohlson et al. (2007), aprobó la adopción de la nueva familia Tityridae, incluyendo el presente y otros géneros.
La presente especie es pariente muy cercana y forma una superespecie con Iodopleura fusca, posiblemente sea conespecífica. Algunos autores consideran que la subespecie paraensis se diferencia muy pobremente de la nominal como para merecer el reconocimiento.

### Subespecies
Según las clasificaciones del Congreso Ornitológico Internacional (IOC) y Clements Checklist/eBird, se reconocen dos subespecies, con su correspondiente distribución geográfica:
- Iodopleura isabellae isabellae Parzudaki, 1847 - cuenca amazónica occidental y en la cuenca del alto río Orinoco en el sur de Venezuela, sureste de Colombia, este de Ecuador, este del Perú, extremo norte de Bolivia (Pando) y norte de Brasil (a este hasta el oeste de Pará).
- Iodopleura isabellae paraensis Todd, 1950 - cuenca amazónica oriental en Brasil (este de Pará hacia el este hasta el río Tocantins, al sur hasta el norte de Goiás).